# Montegrosso Pian Latte
Montegrosso Pian Latte est une commune italienne de la province d'Imperia dans la région Ligurie en Italie.

## Monuments et patrimoine
- L'église de San Biagio est du XVIIIe siècle: le projet et la réalisation sont de Giacomo Filippo Maraldi.

## Administration
| Période                                  | Période | Identité | Étiquette | Qualité |
| ---------------------------------------- | ------- | -------- | --------- | ------- |
|                                          |         |          |           |         |
| Les données manquantes sont à compléter. |         |          |           |         |

### Hameaux
Case Fascei

### Communes limitrophes
Cosio di Arroscia, Mendatica, Molini di Triora, Pornassio, Rezzo (Italie), Triora